# Edward T. Lowe Jr.

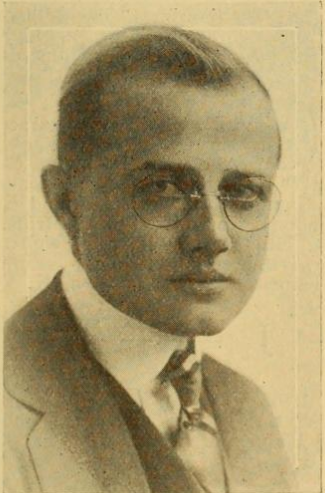
Edward T. Lowe Jr. (1918)

Edward T. Lowe Jr., também conhecido como E. T. Lowe Jr., E. C. Lowe, Edmund T. Lowe, Edward T. Lowe e Edward Lowe (Nashville, 29 de junho de 1880 – Los Angeles, 17 de abril de 1973) foi um roteirista, produtor e editor norte-americano. Ele escreveu os roteiros para 120 filmes entre os anos 1913 à 1947, produziu 18 filmes e dirigiu um: The Losing Game (1915). Edward teve duas filhas, Elizabeth Alden Lowe e Edythe Helen Lowe.

## Filmografia selecionada
- House of Dracula (1945)
- Parole Fixer (1940)
- Television Spy (1939)
- Bulldog Drummond's Revenge (1937)
- Charlie Chan in Shanghai (1935)
- Charlie Chan in Egypt (1935)
- The World Gone Mad (1933)
- The Vampire Bat (1933)
- Broadway (1929)
- State Street Sadie (1928)
- The Teaser (1925)
- Red Hot Tires (1925)
- The Hunchback of Notre Dame (1923)
- The Prisoner (1923)
- Ridin' Wild (1922)
- Under Two Flags (1922)